# Marathon van Houston 1990
De marathon van Houston 1990 (ook wel Houston-Tenneco) vond plaats op zondag 14 januari 1990. Het was de achttiende editie van deze marathon.
De marathon werd bij de mannen gewonnen door de Amerikaan Paul Pilkington in 2:11.13. Hij had een ruime minuut voorsprong op zijn achtervolger Allan Zachariasen uit Denemarken, die in 2:13.08 over de finish kwam. De eerste vrouw was de Amerikaanse Maria Trujillo met een finishtijd van 2:32.55. Het prijzengeld voor de eerste man en eerste vrouw was respectievelijk $ 29.000 en $ 35.500.
In totaal finishten er 3237 marathonlopers, waarvan 2633 mannen en 604 vrouwen.

## Uitslagen

### Mannen
| rang   | naam                   | land | tijd    |
| ------ | ---------------------- | ---- | ------- |
| Goud   | Paul Pilkington        | USA  | 2:11.13 |
| Zilver | Allan Zachariasen      | DEN  | 2:13.08 |
| Brons  | Martin Grüning         | GER  | 2:13.30 |
| 4      | Sam Ngatia             | KEN  | 2:15.10 |
| 5      | Gareth Spring          | ENG  | 2:16.00 |
| 6      | Nazario Cano           | MEX  | 2:16.01 |
| 7      | Jean-Michel Charbonnel | FRA  | 2:16.03 |
| 8      | Carlos Rivas Salas     | MEX  | 2:16.13 |
| 9      | Ivo Rodriguez          | BRA  | 2:16.31 |
| 10     | Eberhardt Weyel        | GER  | 2:16.37 |
| 11     | Jan Ikov               | DEN  | 2:17.11 |
| 12     | Alfredo Vigueras       | MEX  | 2:18.25 |
| 13     | Rafael Colmenares      | VEN  | 2:18.50 |
| 14     | Derek Froude           | NZL  | 2:18.51 |
| 15     | Miguel Tibaduiza       | USA  | 2:20.29 |
| 19     | Ian Bloomfield         | ENG  | 2:21.52 |

### Vrouwen
| rang   | naam               | land | tijd    |
| ------ | ------------------ | ---- | ------- |
| Goud   | Maria Trujillo     | USA  | 2:32.55 |
| Zilver | Kerstin Pressler   | GER  | 2:34.49 |
| Brons  | Tove Lorentzen     | DEN  | 2:37.45 |
| 4      | Françoise Bonnet   | FRA  | 2:40.14 |
| 5      | Laura Konantz      | CAN  | 2:40.19 |
| 6      | Charlotte Thomas   | USA  | 2:41.33 |
| 7      | Cindy New          | CAN  | 2:42.33 |
| 8      | Maureen Roben      | USA  | 2:43.08 |
| 9      | Maria-Luisa Servin | MEX  | 2:44.12 |
| 10     | Guadalupe Roman    | MEX  | 2:45.26 |
| 11     | Jutta Karsch       | GER  | 2:46.12 |
| 12     | Janis Klecker      | USA  | 2:47.23 |
| 13     | Donna Burge        | USA  | 2:48.00 |
| 14     | Janet Keeney       | USA  | 2:48.45 |
| 15     | Amy Alkman         | USA  | 2:48.57 |
| 16     | Mariya Lantsova    | RUS  | 2:50.13 |
| 25     | Susan Havens       | USA  | 2:59.09 |
| 21     | Jeffrey Smith      | USA  | 2:22.35 |

1972 ·
1973 ·
1974  ·
1975 ·
1976 ·
1977 ·
1978 ·
1979 ·
1980 ·
1981 ·
1982 ·
1983 ·
1984 ·
1985 ·
1986 ·
1987 ·
1988 ·
1989 ·
1990 ·
1991 ·
1992 ·
1993 ·
1994 ·
1995 ·
1996 ·
1997 ·
1998 ·
1999 ·
2000 ·
2001 ·
2002 ·
2003 ·
2004 ·
2005 ·
2006 ·
2007 ·
2008 ·
2009 ·
2010 ·
2011 ·
2012 ·
2013 ·
2014 ·
2015 ·
2016 ·
2017